# Rozhledna Koráb
Rozhledna Koráb se nachází na stejnojmenném vrcholu v Chudenické vrchovině v nadmořské výšce 775 m n. m. Rozhledna, která stojí na území města Kdyně na Domažlicku v Plzeňském kraji, slouží zároveň i jako vysílač.

## Popis
Jedná se o 50 m vysokou ocelovou konstrukci sestávající z plechem opláštěného tubusu, ve kterém je umístěno schodiště. Zastřešená vyhlídková plošina je umístěna 29 m nad úrovní povrchu a je podepřena oddělenou trubkovou konstrukcí.

## Historie
Ocelová rozhledna vznikla na místě původní dřevěné rozhledny zbudované roku 1938 spolu s malou turistickou chatou. Za obě stavby byl odpovědný Klub českých turistů. Dřevěná rozhledna, stejně jako chata se posléze dočkaly několika vylepšení a rozšíření, nicméně rozhledna byla nakonec v 80. letech zbourána poté, co se spolu s chatou dostala do vlastnictví Severočeských hnědouhelných dolů. Po restituci došlo mezi lety 1990 a 1992 k vybudování současné konstrukce, ačkoliv její základy byly položeny již v roce 1986.